# Egon Flaig

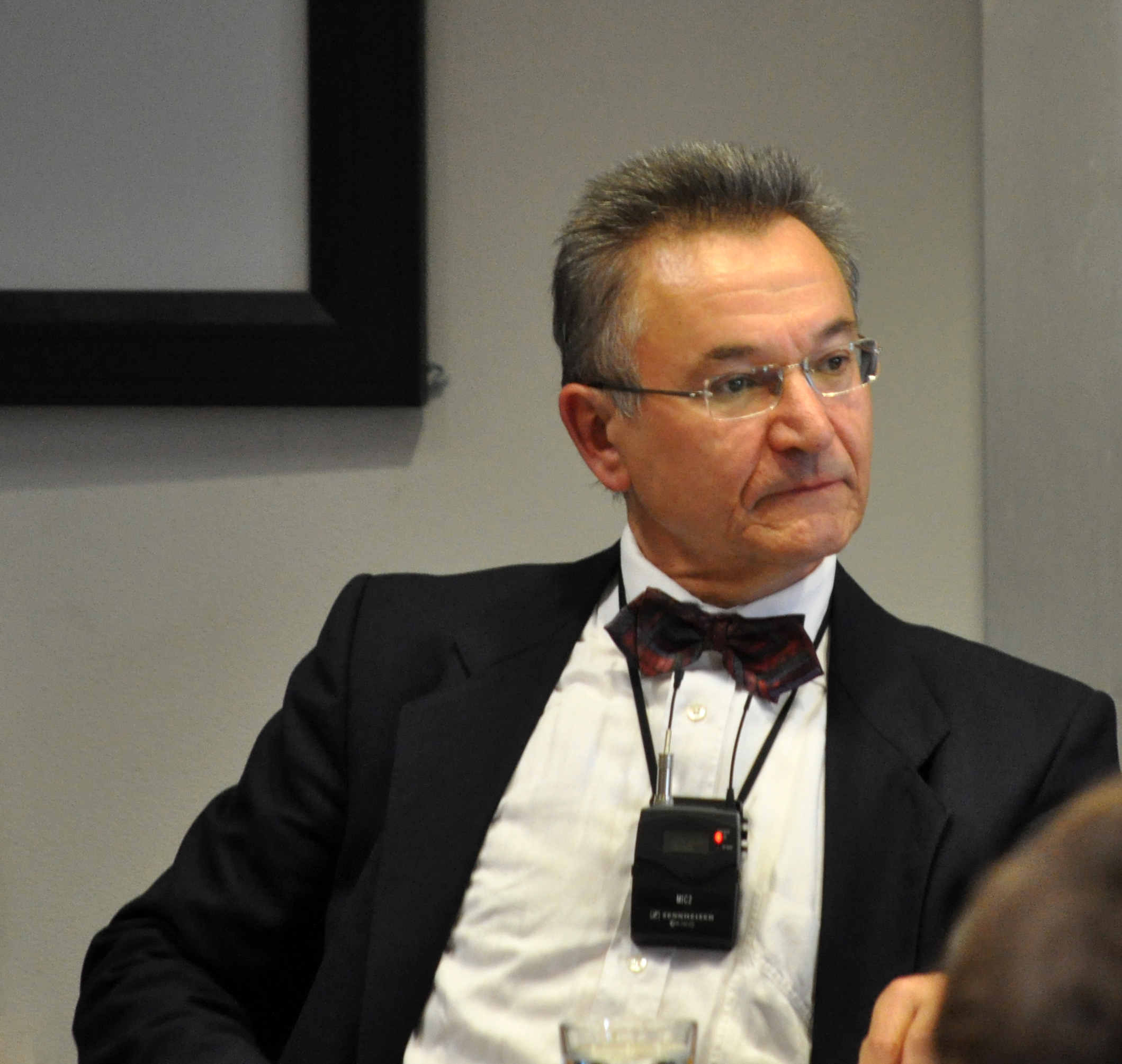
Egon Flaig (2012)

Egon Flaig (* 16. Mai 1949 in Oberstenfeld-Gronau, Württemberg-Baden) ist ein deutscher Althistoriker und Hochschullehrer. Ab 1998 war er an der Universität Greifswald und von 2008 bis zu seiner Pensionierung 2014 an der Universität Rostock Lehrstuhlinhaber für Alte Geschichte.

## Leben und Wirken
Egon Flaig studierte von 1970 bis 1976 Geschichte und Romanistik an den Universitäten Stuttgart, Paris und Berlin. Anschließend war er von 1977 bis 1981 als Referendar und Lehrer an Berliner Gymnasien tätig. Von 1982 bis 1984 arbeitete er als Übersetzer, studierte zugleich Philosophie und wurde im Jahr 1984 an der FU Berlin bei Alexander Demandt (Alte Geschichte) und Jacob Taubes (Philosophie) promoviert (Angeschaute Geschichte. Zu Jacob Burckhardts Griechischer Kulturgeschichte). Anschließend arbeitete Flaig als Wissenschaftlicher Assistent des Althistorikers Jochen Martin an der Universität Freiburg und habilitierte sich dort 1990 mit einer sehr einflussreichen Arbeit über Usurpationen in der römischen Kaiserzeit, die 1992 publiziert wurde (Den Kaiser herausfordern).
Anschließend lehrte Flaig als Privatdozent in Freiburg und Göttingen. Er wechselte dann an das damalige Göttinger Max-Planck-Institut für Geschichte und wurde 1998 ordentlicher Professor für Alte Geschichte an der Universität Greifswald. Nachdem der Senat der Universität Greifswald im Sommer 2005 beschlossen hatte, das Institut für Altertumswissenschaften aufzulösen, beantragte Flaig beim zuständigen Ministerium seine Versetzung an das Heinrich-Schliemann-Institut für Altertumswissenschaften der Universität Rostock. Er wechselte im April 2008 dorthin, um die Nachfolge von Rainer Bernhardt anzutreten und den dortigen Lehrstuhl zu übernehmen. Er wurde im Juli 2014 pensioniert. Sein Nachfolger in Rostock wurde Gunnar Seelentag.
Im Jahr 1995 war Flaig Gastprofessor an der Hochschule für Sozialwissenschaften EHESS in Paris auf Einladung von Pierre Bourdieu. Weitere Gastprofessuren führten ihn 2000 und 2001 an das Centre Gustave Glotz (Sorbonne, Paris I) und die Universität Konstanz. 2002–2003 war er Fellow am Wissenschaftskolleg zu Berlin, 2009–2010 Stipendiat des Historischen Kollegs in München und im Sommer 2015 Fellow des Kulturwissenschaftlichen Kollegs in Konstanz. Flaig erhielt 1996 den Hans-Reimer-Preis der Aby-Warburg-Stiftung.

## Werk

### Themenüberblick und Fachveröffentlichungen bis 2003
Flaig orientiert sich an Pierre Bourdieu, Max Weber, Heinrich Popitz und der Cultural Anthropology. Er sieht seine Arbeit weniger in der Fachdisziplin Alte Geschichte, sondern als Teil einer fachübergreifenden „politischen Anthropologie“. Flaigs Dissertation behandelte das Spätwerk von Jacob Burckhardt, seine Habilitationsschrift (1992; Den Kaiser herausfordern. Die Usurpation im Römischen Reich) Herrschaftsgewinnung und -sicherung im römischen Kaiserreich. Flaig stellt eine an Bourdieu angelehnte Praxeologie (d. h. Sozialtheorie der Macht) dem damaligen Textualismus entgegen. Flaig gebrauchte entscheidungstheoretische Methoden und wandte Techniken der strukturalen Semiotik auf römische Rituale an. Soziologisch orientiert sind beispielsweise Arbeiten zum Verhältnis von Herrschaft und Konsensherstellung. Webersche Analysekategorien nutzte Flaig, um Monarchien zu typisieren und analysierte das Verhältnis von poetischen Idealen und der Gültigkeit sozialer Normen.
Zusammen mit Kollegen am Max-Planck-Institut für Geschichte gab Flaig die Zeitschrift Historische Anthropologie heraus (1993 bis 2001) und war Mitherausgeber mehrerer Einzelhefte (zusammen mit Richard van Dülmen, Heide Wunder, Jan Peters). Ziel der Herausgebergruppe war es nach eigenen Angaben, Einsichten aus den Ansätzen der Alltagsgeschichte und der Microstoria zu nutzen, um die ökonomisch verkürzte Sozialhistorie Bielefelder Prägung zu überwinden.

### Das römische Prinzipat als Akzeptanzsystem: Den Kaiser herausfordern
Flaigs praxeologisch angelegte Habilitationsschrift Den Kaiser herausfordern wurde 1992 publiziert und interpretierte die lückenhafte und teilweise widersprüchliche Quellenlage zum Prinzipat vor allem aus einem nicht zuletzt von Max Weber beeinflussten soziologisch-herrschaftstheoretischen Ansatz heraus. Dies und Flaigs scharfe Polemik gegen die Vertreter anderer Ansätze stießen innerfachlich zunächst auf massive Kritik. Der Ansatz galt als zu radikal und provokant, zu theorielastig, zu quellenfern und zu verkürzend. Die konsequente Anwendung der foucaultschen Diskursanalyse und der bourdieuschen Habitustheorie im Kontext der deutschen Althistorie wurden jedoch früh auch als „brillante“ Anwendung der Machtanalytik gelobt. Flaig prägte in seiner Habilitationsschrift mehrere bis heute gängige analytische Begriffe, so den des Konsensrituals.
Im Laufe der Zeit überzeugte Flaigs Modell des Römischen Prinzipats als Akzeptanzsystem zahlreiche Forscher und fand in die italienische und französische, schließlich auch in die deutschen Forschung Eingang. Es wird heute (wenngleich teils modifiziert) regelmäßig in althistorischen Arbeiten (Beispiele) sowie in der interdisziplinären Monarchieforschung angewandt (Beispiele). Die Rezeption seines praxeologischen Ansatzes reicht bis in die Politikwissenschaft. Die markant gestiegene Anerkennung von Den Kaiser herausfordern kommt insbesondere in den Rezensionen zur überarbeiteten 2. Auflage des Buchs (2019) zum Ausdruck: Flaigs Studie sei „eine der größten Leistungen der Althistorie im 20. Jahrhundert“, so Rene Pfeilschifter, der seinerseits Flaigs Ansatz auch auf das spätantike Kaisertum anzuwenden suchte. Hintergrund dieser Neubewertung ist die sich im Laufe der 1990er Jahre vollziehende Wende der deutsche Geschichtswissenschaft hin zur Kulturgeschichte und zur Soziologie. Flaigs Modell des Prinzipats bleibt zwar umstritten; doch zweifellos handelt es sich bei Den Kaiser herausfordern um eine außerordentlich einflussreiche Forschungsarbeit, die die Debatte nicht nur in der Alten Geschichte bis heute maßgeblich prägt; das Akzeptanzmodell des Kaisertums (wobei Flaig Akzeptanz als „verlierbare Legitimität“ definiert) hat sich als Analyseinstrument etabliert.

### Die Mehrheitsentscheidung. Entstehung und kulturelle Dynamik
2003 veröffentlichte Flaig Ritualisierte Politik. Zeichen, Gesten und Herrschaft im Alten Rom, das sich vorwiegend mit der politischen Kommunikation in der römischen Republik befasst. Er gibt an, hier seinen geschichtstheoretischen Ansatz stärker an Max Weber und der kontrafaktischen Analyse „objektiver Möglichkeiten“ auszurichten. Unter anderen ging es Flaig darum zu zeigen, dass die römischen Volksversammlungen, anders, als etwa Fergus Millar postuliert hatte, zumindest in der Mittleren Republik keine Entscheidungs-, sondern Zustimmungsorgane gewesen seien. Die Arbeit wurde ebenfalls durchaus kontrovers diskutiert, aber insgesamt als anregender Beitrag zur Funktionsweise der Republik gewürdigt.
2013 erschien Flaigs Buch Die Mehrheitsentscheidung. Entstehung und kulturelle Dynamik. Es handelt sich um ein über 600-seitiges Werk mit umfangreicher Dokumentation der Quellen. Flaig verlässt die eurozentrische Rechtshistorie und legt die Untersuchung international vergleichend (komparatistisch) an. Die Mehrheitsentscheidung habe sich nicht von der altgriechischen Kultur her ausgebreitet, sondern sei in mehreren Kulturen unabhängig voneinander entstanden. Das Konsensprinzip führe leicht zu Blockaden in der Entscheidungsfindung. Die Mehrheitsregel sei die einzige mit der Demokratie vereinbare Entscheidungsregel.
Die Mehrheitsentscheidung wurde als „monumentale Studie“ bezeichnet, die mit einem „quasi universalhistorischen Anspruch“ auftreten könne. Lorenz Erren hebt die Originalität hervor, unterstreicht den interdisziplinären Ansatz (Anthropologie, Rechtshistorie, politischer Soziologie) und hält die kulturübergreifende Einordnung des Materials, u. a. zu Abstimmungsregeln und der Qualität der Entscheidungsfindung, für sehr verdienstvoll. Gelegentlich wird die Untersuchung wegen einer „theoriepolitisch reaktionäre[n]“ Tendenz (Hubertus Buchstein) kritisiert, die direkte Demokratie gegen Formen der repräsentativen Demokratie (u. a. in Europa) argumentativ in Stellung bringe. Überwiegend zustimmende Rezensionen stammen von Jan Martin Timmer, Fabian Schulz, James Kierstaedt und Uwe Walter, der das Werk zu „den intellektuell wirklich bedeutsamen“ althistorischen Beiträgen der letzten Jahre rechnet (siehe auch). Ein Sonderheft von Erwägen – Wissen – Ethik widmet sich Flaigs Thesen zur Mehrheitsentscheidung.

### Weltgeschichte der Sklaverei
Bereits seit den 1990er Jahren hatte Flaig mehrere Fachaufsätze zum Problem von Gewalt und Unfreiheit im antiken Griechenland publiziert. Sein knapp gefasstes Buch Weltgeschichte der Sklaverei erschien 2009. Er vertritt dort mehrere Thesen, die über die Antike hinausgreifen, wobei gerade diese teilweise heftigen Widerspruch erregten:
1. Die islamische Welt habe das größte und langlebigste sklavistische System der Weltgeschichte hervorgebracht;
2. der großräumige Sklavenhandel habe auf gewaltsame Art eine großräumige Metropolen-Peripherie-Struktur geschaffen, die massiv auf die Chancen kultureller Entwicklung einwirke;
3. die Sklaverei sei ökonomisch produktiv gewesen; sie sei daher nur politisch und militärisch zu stürzen gewesen (Econocide, vgl. Abolitionismus);
4. der britische und französische Kolonialismus in Afrika sei das nicht-intendierte Resultat von Interventionen gewesen, den Sklavenhandel und Versklavungskriege zu beenden;
5. der Hautfarbenrassismus sei vom arabischen und islamischen Kulturkreis ausgehend über die Rezeption der Schriften Avicennas nach Europa gelangt.

Marc Buggeln lobte Flaigs Darstellung der antiken Sklaverei, kritisierte aber die Betrachtung der Sklaverei im Islam, die von anfänglich klugen Einsichten in ein „Pamphlet“ abrutsche. Flaig verharmlose den westlichen Kolonialismus und dessen Grausamkeiten; beschreibe aber polemisch die islamische Sklaverei.
Ulrike Schmieder beanstandete einen unzureichenden Gebrauch der Forschungsliteratur und stufte das Buch als „elementaren Anforderungen an wissenschaftliche Texte nicht genügende“ Publikation ein. Flaig nehme von vornherein die Sklaverei als für die islamische Welt typisch – für den christlich geprägten Westen aber die Abolition; ein Teil seiner Thesen habe einen "eindeutig rassistischen Unterton". Uwe Walter lobt hingegen neben dem Kapitel über die Sklaverei der Antike Flaigs „fulminante“ Erklärung, wie die islamische Kultur durch den Sklavenimport in ihre Metropolen in der afrikanischen Peripherie die Versklavung anheizte. Till Kinzel betont Flaigs sozialwissenschaftliche Überlegungen zum Verständnis des komplexen Phänomens Sklaverei. Das Buch rege an, sich abseits „ausgetretene[r] Trampelpfade“ mit der Sklaverei zu befassen.
Weitere zustimmende Rezensionen stammen von Christian Grieshaber und Karl-Wilhelm Welwei. Adolf Martin Ritter erkennt in seiner Rezension die Beobachtungen zu den geistesgeschichtlichen Ursprüngen des Abolitionismus an, kommt jedoch zu dem Ergebnis, dass Flaigs Thesen zum Kolonialismus und neuzeitlichen Sklavenhandel „obszön und eine Provokation“ seien.

### Spätere Fachveröffentlichungen
Im April 2016 veröffentlichte Flaig einen Artikel in der Historischen Zeitschrift. Unter dem Titel Memorialgesetze und historisches Unrecht. Wie Gedächtnispolitik die historische Wissenschaft bedroht kritisiert er ein Übergreifen von politisch-moralischen Axiomen in den Bereich der Geschichtswissenschaft, die auf argumentativem Wettstreit und Offenheit zur Revision beruhen solle. Dies erläutert er an einem französischen Beispiel und am Beispiel des Historikerstreits, bei dem er Ernst Nolte als Vertreter der Geschichtswissenschaft und Habermas als Vertreter eines politisch-moralischen Anspruchs, im öffentlichen Raum über die Handhabung der Erinnerung zu bestimmen, benennt. Die Unabhängigkeit und der Objektivitätsanspruch der Geschichtswissenschaft seien durch nichtwissenschaftliche Interessen gefährdet.
Für die Neuauflage schrieb Flaig weite Teile von Den Kaiser herausfordern (2019) um. Insbesondere rehabilitiert Flaig gegen Foucault den Begriff der Objektivität und verwendet die Diskursanalyse in einer Foucault und Lyotard entgegengesetzten, neukantianischen Form. Sein sozialtheoretischer Ansatz sei nun vereinbar mit einer neoinstitutionalistischen Soziologie und der klassischen Hermeneutik (S. 32–38; zum Bruch mit Focault: siehe).
Mit den Bedingungen von Objektivität und Wahrheit insbesondere für die Geschichtswissenschaft setzte sich Flaig in einigen weiteren Beiträgen auseinander.

### Die Niederlage der politischen Vernunft. Wie wir die Errungenschaften der Aufklärung verspielen
Flaigs Buch Die Niederlage der politischen Vernunft. Wie wir die Errungenschaften der Aufklärung verspielen erschien 2017. Flaig sieht darin das wissenschaftliche Denken, die europäische Demokratie und die Menschenrechte als gefährdet. Ursache der Gefährdungen sei das Zusammentreffen von mehreren Diskursen: eine „parareligiöse Philosophie der grenzenlosen Schuld“ (Emmanuel Levinas), eine Unterordnung wissenschaftlicher Wahrheit unter moralische Imperative (Leo Schestow), eine Ablehnung universalistischer kultureller Werte (Claude Lévi-Strauss), einen radikalen Antikolonialismus (Frantz Fanon), eine Ablehnung demokratischer Institutionalität (Michel Foucault), eine Ablehnung der Gleichheit vor dem Gesetz durch kulturell motivierte Sonderrechte (Charles Taylor) sowie eine „Überdehnung“ des Begriffs Rassismus.
Rolf Löchel vollzieht viele Argumente Flaigs zustimmend nach und bezeichnet die Verteidigung der Errungenschaften der Aufklärung als „höchst notwendig“. Er kritisiert jedoch neben Ungenauigkeiten in der Quellenarbeit Flaigs „überbordende Polemik“. Für Rudolf Walther kennzeichnen das Buch „pädagogische Rechthaberei und verbale Zuspitzung ohne Rücksicht auf das Abgleiten ins völlig Absurde“. Er hält Flaig in seiner scharf formulierten Rezension die Frage vor, welches Ausmaß an borniertem Dogmatismus nötig sei, sich homogenisierte Gesellschaften zu wünschen. Gesine Palmer lässt sich von Flaig gern die bedenklichen „blinden Flecken des postkolonialen Diskurses“ ohne „die ängstlichen Tabus mancher Soziotope“ schildern. Es irritiert sie jedoch erheblich, dass Flaig in einer ihrer Meinung nach geistigen Nähe vernunftaverser Religionen verkünde, die Größe einer Epoche bemesse sich an ihrer Opferbereitschaft.
Ein weiteres gesellschaftspolitisch ausgerichtetes Buch Was nottut. Plädoyer für einen aufgeklärten Konservatismus wurde 2020 in der Manuscriptum Verlagsbuchhandlung veröffentlicht.

## Positionen und Kontroversen

### Islam
Breite Aufmerksamkeit erfuhr Flaigs FAZ-Essay Der Islam will die Welteroberung (2006). In diesem Artikel setzte er sich kritisch mit der Geschichte der Expansion des Islam und dessen Verhältnis zur Gewalt auseinander. Flaig kommt zu dem Schluss, die islamische Toleranz sei ein „Märchen“. Wer es verbreite, behindere muslimische Intellektuelle, die ernsthaft an einer Reform des Islam arbeiteten. Über eine radikale Entpolitisierung des Islam könnten Muslime „zu wirklichen Bürgern in ihren Staaten“ werden. Die islamische Scharia hält Flaig für demokratie- und menschenrechtswidrig. Ein Islam ohne Scharia sei hingegen wünschenswert und mit der Demokratie leicht vereinbar. Eine ausführliche Darstellung findet sich in Flaigs Buch Gegen den Strom (S. 57 ff.).

### Singularität des Holocausts und Historikerstreit
Im Oktober 2007 veröffentlichte Flaig im Merkur unter dem Titel Das Unvergleichliche, hier wird’s Ereignis. Reflexion über die moralisch erzwungene Verdummung einen Beitrag zur Singularität des Holocaust. Flaig schrieb, dass die vermeintliche Singularität einer Banalität gleichkomme:

„Rein logisch ist alles Existierende singulär, weil die Bedingungen des Existierens für zwei Dinge unmöglich dieselben sein können, ja weil diese Bedingungen sich für ein und dasselbe Ding bereits geändert haben, während ich diesen Satz schreibe. Doch wenn ich wissen will, in welcher Hinsicht etwas singulär ist, dann komme ich nicht umhin zu vergleichen. Wer wird bestreiten, daß das Warschauer Ghetto ‚singulär‘ war? Aber jede einzelne Krankheit meines Großvaters war es ebenso. Sogar der Rotz in meinem Taschentuch ist singulär.“

Im Rückblick auf den 25 Jahre zuvor ausgetragenen Historikerstreit griff Flaig in einem Artikel für die Frankfurter Allgemeine Zeitung vom 17. Juli 2011 den Sozialphilosophen Jürgen Habermas scharf an. Habermas hätte damals mit „Zitatfälschungen“ und „denunziatorischen Urteilen“ operiert und „keine Ahnung“ von den theoretischen Voraussetzungen Ernst Noltes gehabt: „Bildung hat Habermas stets anderen überlassen; dementsprechend sehen seine Werke aus.“ Flaig vertrat in dem Zeitungsartikel die Ansicht, dass historische Erkenntnis auch in Bezug auf den Holocaust darauf beruhe, dass man „so sehr als möglich kontextualisiert, relationalisiert, relativiert und revidiert“. Den Historiker Dan Diner machte Flaig für eine von ihm so genannte „Sakralisierung der Shoa“ verantwortlich und bezichtigte ihn des „moralischen Terrors“. Flaig schrieb, dass die Erinnerung an die Verbrechen des Nationalsozialismus keinesfalls den Kern der Erinnerungskultur darstellen sollte. Dauerhaft bestehen, so Flaig, könne „das deutsche Volk freilich nur als normales Volk, nicht als stigmatisiertes“. Heinrich August Winkler antwortete darauf wenig später mit einem Artikel in der Zeit, in dem er Flaigs Argumentation in die Nähe einer „deutschnationalen Geschichtsapologie“ rückte.

### Position zur Flüchtlingspolitik
Flaig gehörte zu den Erstunterzeichnern der von Vera Lengsfeld ausgegangenen Initiative „Gemeinsame Erklärung 2018“. Die Unterzeichner sehen in der ihrer Meinung nach „illegale(n) Masseneinwanderung“ eine Beschädigung Deutschlands und bekunden ihre Solidarität mit friedlichen Demonstranten, die für eine Wiederherstellung der „rechtsstaatliche(n) Ordnung an den Grenzen unseres Landes“ demonstrieren. Neben Flaig unterzeichneten unter anderen Thilo Sarrazin, Matthias Matussek, Uwe Tellkamp und Henryk M. Broder die Erklärung.

### Äußerung zur Tauber-Steinbach-Kontroverse und zum Mord an Walter Lübcke
Flaig trat im Februar 2020 bei einer Veranstaltungsreihe der Zeitschrift Tumult auf. Im Zusammenhang mit der Kontroverse zwischen dem CDU-Generalsekretär Tauber und der ehemaligen CDU-Politikerin Steinbach betonte Flaig, dass auch der Kasseler Regierungspräsident Walter Lübcke „lebenslang“ für seine Aussagen einzustehen habe. Die taz kritisierte daraufhin, dass Flaig Lübcke unter Hinweis auf dessen vorhergehende Äußerungen zur deutschen Flüchtlingspolitik indirekt eine Mitschuld an seiner Ermordung zugeschrieben habe. Dieser Interpretation widersprach der SPD-Politiker Mathias Brodkorb in der FAZ. Flaig habe bereits zuvor in einem Interview geäußert, die Lübcke-Ermordung sei „ein Terrorakt und ein Angriff auf den Staat, der sein Personal in besonderer Weise schützen und, in solch einem Fall, in besonderer Weise ehren muss“.

### Studentische Proteste
Am 8. Juli 2014 fand anlässlich von Flaigs Emeritierung an der Universität Rostock ein „Studentisches Gegenkolloquium“ statt. Flaig wurde ein „kulturalistischer Populismus“, der universitären Öffentlichkeit „Versagen […] im Umgang mit neu-rechten Ideologien“ vorgeworfen.
Im April 2021 unterzeichneten 125 Professoren eine Erklärung des Netzwerks Wissenschaftsfreiheit, in der sie den Versuch des AStAs und der Fachschaft Geschichte der Universität Osnabrück, gemeinsam mit dem Professor für Neueste Geschichte und Historische Migrationsforschung Christoph Rass, einen Vortrag Flaigs in der Abteilung Alte Geschichte zu verhindern, als „Angriff auf die Wissenschaftsfreiheit“ verurteilten.
Im Juli 2023 wurde ein geplanter Abendvortrag Flaigs zum Thema „Individuelle Freiheit gegen politische Freiheit. Die Polis im europäischen Republikanismus“ an der Friedrich-Alexander-Universität Erlangen-Nürnberg abgesagt. Jan Fleischhauer kritisierte die Universität für „Cancel Culture“. Mathias Brodkorb beklagte in Bezug auf die Ausladung in der FAZ eine „samtpfötige Einschränkung der Wissenschaftsfreiheit“.

## Schriften (Auswahl)
- Giovanni Boccaccio. Dargestellt von Egon Flaig. Andreas, Salzburg 1984, ISBN 3-85012-137-2.
- Angeschaute Geschichte. Zu Jacob Burckhardts „Griechische Kulturgeschichte“. Schäuble, Rheinfelden 1987, ISBN 3-87718-618-1.
- Den Kaiser herausfordern. Die Usurpation im Römischen Reich. Campus-Verlag, Frankfurt/New York 1992, ISBN 3-593-34639-7.
- Ödipus. Tragischer Vatermord im klassischen Athen. Beck, München 1998, ISBN 3-406-43284-0.
- Ritualisierte Politik. Zeichen, Gesten und Herrschaft im Alten Rom. Vandenhoeck & Ruprecht, Göttingen 2003, ISBN 3-525-36700-7.
  - Warum weint der Feldherr? Rezension von Uwe Walter, in: Frankfurter Allgemeine Zeitung, 12. September 2003.
- Essay: Djihad und Dhimmitude. Warum der Scharia-Islam gegen die Menschenrechte steht (Memento vom 5. Mai 2017 im Internet Archive). In: moritz. Nr. 60, Dezember 2006, S. 38–42.
  - Martin Behrens Kritische Antwort auf „Djihad und Dhimmitude. Warum der Scharia-Islam gegen die Menschenrechte steht.“ In: moritz. 29. Januar 2007.
- Weltgeschichte der Sklaverei. Beck, München 2009, ISBN 978-3-406-58450-3.
- Die ‚Habermas-Methode‘ und die geistige Situation ein Vierteljahrhundert danach. Skizze einer Schadensaufnahme. In: Mathias Brodkorb (Hrsg.): Singuläres Auschwitz? Ernst Nolte, Jürgen Habermas und 25 Jahre „Historikerstreit“. Adebor-Verlag, Banzkow 2011, ISBN 978-3-9809375-9-7, S. 67–93.
- Die Mehrheitsentscheidung. Entstehung und kulturelle Dynamik. F. Schöningh Verlag, Paderborn 2013, ISBN 978-3-506-77415-6.
- (Hrsg.): Genesis und Dynamiken der Mehrheitsentscheidung (= Schriften des Historischen Kollegs. Kolloquien. Bd. 85). Oldenbourg, München 2013, ISBN 978-3-486-71860-7 (Digitalisat).
- Gegen den Strom. Für eine säkulare Republik Europa. Essays. Verlag Dietrich zu Klampen, Springe 2013, ISBN 978-3-86674-168-3.
- Die Niederlage der politischen Vernunft. Wie wir die Errungenschaften der Aufklärung verspielen. Zu Klampen Verlag, Springe 2017, ISBN 978-3-86674-535-3.[77]
- Was nottut. Plädoyer für einen aufgeklärten Konservatismus. Manuscriptum Verlagsbuchhandlung, Lüdinghausen 2020, ISBN 978-3-948075-06-4.